# Wust
Wust är en ortsteil i staden Wust-Fischbeck i Landkreis Stendal i förbundslandet Sachsen-Anhalt i Tyskland. Wust var en kommun fram till den 1 januari 2010 när den uppgick i Wust-Fischbeck. Wust hade 866 invånare 2009.